# Clemens Arzt
Clemens Arzt (* 1958) ist ein deutscher Rechtswissenschaftler und Hochschullehrer.
Arzt war Wissenschaftlicher Angestellter am Zentrum für Europäische Rechtspolitik in Bremen, anschließend Referent für Energie- und Atomrecht bei der Senatsverwaltung für Stadtentwicklung und Umweltschutz und später Justitiar für Greenpeace. Arzt ist zudem aktives Mitglied des Vereins Humanistische Union.
Seit 1999 ist er Professor für Staats- und Verwaltungsrecht an der Hochschule für Wirtschaft und Recht Berlin (HWR) mit dem Fachgebiet Polizei- und Ordnungsrecht. Er war bis 2021 Direktor des Forschungsinstituts für Öffentliche und Private Sicherheit (FÖPS).

## Veröffentlichungen
- Clemens Arzt / Knud Bach / Klaus W. Schüler: Telekommunikationspolitik in Großbritannien 1990
- Clemens Arzt: Strompreisaufsicht im Vergleich 1991 (Diss.)
- Clemens Arzt: Polizeiliche Überwachungsmaßnahmen in den USA 2004
- Clemens Arzt / Schröder Stefan: Allgemeine Bedingungen für Netzanschluss und Stromversorgung versus AGB-Recht 2005
- Clemens Arzt: Versammlungsfreiheit in Italien 2008